# Chudania kunmingana
Chudania kunmingana är en insektsart som beskrevs av Zhang och Yang. Chudania kunmingana ingår i släktet Chudania och familjen dvärgstritar. Inga underarter finns listade i Catalogue of Life.